# Collisarborisidae
De Collisarborisidae zijn een familie van uitgestorven kreeftachtigen uit de klasse van de Ostracoda (mosselkreeftjes).

## Geslacht
- Collisarboris Neale, 1975 †